# Љубо Брешан
Љубо Брешан Феђа (Мостар, 1913 — Полог, код Мостара, 26. август 1943) био је учесник Народноослободилачке борбе и народни херој Југославије.

## Биографија
Рођен је 1913. године у Мостару. Као млади радник, још за време учења браварског и механичарског заната, прикључио се револуционарном радничком покрету, а током 1940. године је постао члан тада илегалне Комунистичке партије Југославије (КПЈ). Био је авио-механичар и радио је на војном аеродрому у Мостару.
Након окупације Југославије, 1941. године активно је радио на стварању Народноослободилачког покрета (НОП) у Мостару и околини. Окупљао је симпатизере Комунистичке партије, патриотски и антифашистички организоване грађане и са њима организовао прикупљање оружја и другог ратног материјала. Након преузимања војног аеродрома од стране окупационих снага, Љубо је почео да ради на железничкој станици у Мостару.
Био је члан Месног комитета КПЈ у Мостару, а маја 1942. године је био изабран за његовог секретара. У веома тешким условима илегалног рада успешно је руководио јаком партијском организацијом, која је и поред јаке контроле окупаторске војске и полиције, одржавала везе са Мостарским батаљоном и преузимала бригу о рањеницима, чији је број након битке на Сутјесци, у лето 1943. године нарастао на више од 150 рањених бораца.
У свом илегалном раду користио се илегалним именом „Феђа”. Усташка полиција је знала да се руководилац мостарске партијске организације крије иза овог имена и интензивно је трагала за њиме, али без пуно успеха. Средином јула 1943. године, Немци су успели да ухапсе Хасана Фазлиновића Жутог, који је био секретар Обласног комитета СКОЈ-а за Мостар. Током ислеђивања у полицији он је био тешко мучен и испребијан, па је полицијским иследницима открио сва имена чланова Месног комитета КПЈ за Мостар, за које је знао. Полиција је тада успела да открије да се Љубо Брешан налази иза илегалног имена Феђа.
У току ноћи 26. јула 1943. године усташка полиција је упала у кућу Анте Брешана, Љубиног брата и на тавану ухапсила Љубу. Након Љубиног хапшења, остали чланови Месног комитета су схватили да је полиција извршила провалу у партијску организацију, па су се прешли у дубоку илегалност. Анка Ђујић-Гаље била је сигурна да Љубо полицијским иследницима никога неће одати и наставила је са партијским радом. Она је тада преузела дужност секретара Месног комитета КПЈ за Мостар.
Пуних петнаест дана трајала су мучења у усташкој полицији. Најпре су му као Хрвату нудили слободу уколико открије имена осталих партизанских сарадника, а потом су га мучили и тукли. Доводили су у полицију његове родитеље, како би га на тај начин сломили и приморали да сарађује. Упркос свим физичким и психичким малтретирањима, Љубо је одбијао да било шта открије и увек је одговароа — Ја ништа не знам. Пошто усташки иследници нису имали успеха у истрази, предали су га Гестапоу, где су почела нова мучења. Затворили су га у злогласној Владичиној кући, у соби на чијем је поду било око двадесет сантиметара воде, стезали су му гвоздени обруч око главе др, али је он и даље ћутао. Измученог глађу и батинама, покушали су да га и морално сломе, убацивши у његову тамницу писмо друга издајника који га је позивао да попусти и призна. Љубо му је на истом папиру одговорио — Само се кукавице предају, а чланови Партије ћуте и чувају своје другове. Боље је часно изгубити живот, него га изгубити као издајица.
Стрељан на месту Овојци, код села Полога, у близини Мостара 26. августа 1943. године, заједно са троје истакнутих активиста НОП-а из Мостара. Међу њима су били Мустафа Ћемаловић (1919—1943) и Мухидин Башагић (1918–1943), који су као курири Обласног комитета КПЈ за Хецеговину били послати у Врховни штаб НОВ и ПОЈ и на том задатку ухапшени у околини Невесиња. Заједно са њима стрељана је и Мухидинова сестра Хајрија Башагић (1920—1943), која је била мостарска скојевка и илегалка, као и Хасан Фазлиновић Жути. После рата, њихови посмртни остаци су пренети и сахрањени на Партизанском гробљу у Мостару.
Указом Президијума Народне скупштине Федеративне Народне Републике Југославије, 5. јула 1951. године, проглашен је за народног хероја.